# Runge-Gross-Theorem
Das Runge-Gross-Theorem (nach Erich Runge und Eberhard K. U. Gross) ist die formale Grundlage der zeitabhängigen Dichtefunktionaltheorie und zeigt, dass für ein Vielteilchensystem zu jedem Ausgangszustand (Wellenfunktion zum Zeitpunkt {\displaystyle t=t_{0}}) eine eindeutige Abbildung zwischen der Elektronendichte {\displaystyle n({\vec {r}},t)} zu einem beliebigen Zeitpunkt {\displaystyle t} und dem äußeren (zeitabhängigen) Potential  {\displaystyle v_{\text{ex}}({\vec {r}},t)} (bis auf einen additiven, nur von der Zeit abhängigen Term) existiert.
Die Herleitung erfolgt in zwei Schritten:
1. Das externe Potential wird als Taylorreihe um einen Ausgangszeitpunkt entwickelt, wobei mit Hilfe des Ehrenfest-Theorems gezeigt werden kann, dass zwei externe Potentiale, die sich um mehr als eine additive Konstante unterscheiden verschiedene Strömungsdichten erzeugen.
2. Mithilfe der Kontinuitätsgleichung wird gezeigt, dass eine unterschiedliche Strömungsdichten auch eine unterschiedliche Elektronendichte bedeutet.

Die positive Aussage über die Existenz dieser Abbildung macht es möglich die Dynamik quantenmechanischer Vielteilchenprobleme alleine mit Hilfe der Elektronendichte zu berechnen.
Der Satz wurde 1984 von Runge und Groß veröffentlicht.

## Beweis

### Ungleichheit der Stromdichten bei unterschiedlichen Potentialen
Seien {\displaystyle v(r,t)} und {\displaystyle v'(r,t)} zwei Potentiale, die sich um mehr als eine additive zeitabhängige Konstante unterscheiden {\displaystyle v(r,t)-v'(r,t)\neq C(t)}, was nicht ausschließt, dass die Potentiale identisch zum Anfangszeitpunkt {\displaystyle t=t_{0}} sind. Unter der Annahme, dass die Potentiale in einer Taylor-Reihe dargestellt werden können, muss {\displaystyle \exists \mathbb {Z} \ni k>0} so dass
{\displaystyle {\frac {\partial ^{k}}{\partial t^{k}}}[v(r,t)-v'(r,t)]_{t=t_{0}}\neq {\text{const.}}\qquad (1)}
Ausgehend vom Ehrenfest-Theorem bzw. der Heisenbergschen Bewegungsgleichung für den Stromdichteoperator {\displaystyle {\hat {j}}(r)=(2i)^{-1}\sum _{s}[{\hat {\psi }}_{s}\nabla {\hat {\psi }}_{s}^{\dagger }-{\hat {\psi }}_{s}^{\dagger }\nabla {\hat {\psi }}_{s}]} in Zweiter Quantisierung erhalten wir
{\displaystyle i\partial \langle {\hat {j}}(r)\rangle /\partial t=\langle [{\hat {j}}(r),{\hat {H}}(t)]\rangle +\underbrace {i\langle \partial {\hat {j}}(r)/\partial t\rangle } _{0}\qquad (2)}
wobei {\displaystyle \langle \cdot \rangle } dem quantenmechanischen Erwartungswert entspricht, {\displaystyle [{\hat {j}}(r),{\hat {H}}(t)]} ist der Kommutator zwischen Stromdichteoperator und Hamilton-Operator.
Da die beiden Wellenfunktionen {\displaystyle \Phi (t)} und {\displaystyle \Phi '(t)} sich vom selben Ausgangszustand {\displaystyle \Phi _{0}=\Phi (t_{0})=\Phi '(t_{0})} entwickeln, folgt
{\displaystyle i\partial /\partial t[\langle {\hat {j}}(r)\rangle -\langle {\hat {j}}'(r)\rangle ]_{t=t_{0}}=\langle \Phi _{0}|[{\hat {j}}(r),{\hat {H}}(t_{0})-{\hat {H}}'(t_{0})]|\Phi _{0}\rangle =in(r,t_{0})\nabla [v(r,t_{0})-v'(r,t_{0})]}
Sofern die Potentiale bei {\displaystyle t=t_{0}} verschieden sind, wenn Gl. (1) für {\displaystyle k=0} hält, ist die rechte Seite dieser Gleichung ungleich null und damit werden die beiden Stromdichten infinitesimal nach {\displaystyle t_{0}} unterschiedlich. Applizieren von Gl. (2) {\displaystyle k}-mal liefert
{\displaystyle \{i\partial /\partial t\}^{k+1}[\langle {\hat {j}}(r)\rangle -\langle {\hat {j}}'(r)\rangle ]_{t=t_{0}}=\langle \Phi _{0}|[{\hat {j}}(r),{\hat {H}}(t_{0})-{\hat {H}}'(t_{0})]|\Phi _{0}\rangle =in(r,t_{0})\nabla {\bigg [}\{i\partial /\partial t\}^{k+1}[v(r,t)-v'(r,t)]_{t=t_{0}}{\bigg ]}\neq 0\qquad (3)}
Das zeigt, dass die Stromdichten {\displaystyle \forall k\in \mathbb {Z} } infinitesimal nach {\displaystyle t_{0}} unterschiedlich werden, was den ersten Teil des Beweises komplettiert.

### Ungleichheit der Elektronendichten bei unterschiedlichen Potentialen
Mittels der Kontinuitätsgleichung
{\displaystyle \partial _{t}[n(r,t)-n'(r,t)]=-{\text{div}}[\langle {\hat {j}}(r)\rangle -\langle {\hat {j}}'(r)\rangle ]}
Anwenden der {\displaystyle (k+1)}-sten Ableitung und mit Gl. (3)
{\displaystyle \partial _{t}^{k+1}[n(r,t)-n'(r,t)]|_{t=t_{0}}=-{\text{div}}\ n(r,t_{0})\cdot \nabla \underbrace {{\bigg [}\partial _{t}^{k}[v(r,t)-v'(r,t)]|_{t=t_{0}}{\bigg ]}} _{u(r)}}
Schließlich muss noch gezeigt werden, dass die rechte Seite der obigen Gleichung ungleich null ist, wenn Gl. (1) stimmt. Schließlich mit dem Satz von Green
{\displaystyle 0\neq \int drn(r,t_{0})\underbrace {(\nabla u(r))^{2}} _{u\neq {\text{const.}}\Rightarrow \neq 0}=-\int dru(r)\underbrace {\nabla n(r,t_{0})\nabla u(r)} _{0}+\underbrace {\oint n(r,t_{0})u(r)\nabla u(r)} _{0}=0}
entsteht der Widerspruch und das Runge-Gross-Theorem ist bewiesen.{\displaystyle \qquad \Box }